# Seodong-yo
Seodong-yo (서동요?, lett. La ballata di Seodong; titolo internazionale Ballad of Seodong, conosciuta anche come Song of the Prince) è una serie televisiva sudcoreana trasmessa su SBS dal 5 settembre 2005 al 21 marzo 2006.
La serie è basata su uno dei più antichi canti popolari coreani, il Seodong-yo, che, secondo il Samguk yusa, fu scritto da Seodong, un comune cittadino di Baekje. Seodong, dopo aver sentito che la principessa Seonhwa, figlia di re Jinpyeong di Silla, era bellissima, scrisse una canzone in cui diceva che la principessa visitava la sua stanza ogni notte; quando il canto raggiunse il palazzo di Silla, Seonhwa fu condannata all'esilio, ma Seodong la trovò, la sposò e la portò a Baekje, dove diventarono i sovrani. Nella sceneggiatura della serie la storia ha subìto dei cambiamenti.

## Trama
Baekje, anno 580. Dopo una notte indesiderata con re Wideok, la danzatrice di corte Yeon Ga-mo rimane incinta e si vede costretta a lasciare l'uomo che doveva sposare, Mok Ra-soo. La donna passa gli anni seguenti con il figlio, Jang, spostandosi spesso per non essere rintracciata e uccisa, e, quando Jang raggiunge i dieci anni, lo manda al Taehaksa, il prestigioso istituto di scienza e tecnologia di Baekje, per imparare il più possibile da Mok Ra-soo. Quest'ultimo, nel frattempo, trova un incensiere accompagnato da una profezia che annuncia un nuovo re: per questo, quando la cerimonia per l'incoronazione del nuovo principe ereditario viene sconvolta da strani avvenimenti, l'uomo viene accusato di tradimento e condannato a morte. Mok Ra-soo, insieme a Jang e ai suoi amici del Taehaksa, scappa nel regno di Silla, dove Jang incontra la principessa Seonhwa e se ne innamora. Contemporaneamente, il Hwarang Kim Do-ham si finge un ragazzo orfano, Sataek Giru, e si fa accogliere nel villaggio dei fuggitivi, Haneuljae, per sottrarne tutti i segreti, mentre a Baekje il generale Buyeo Seon, nipote di re Wideok, vuole conquistare il trono.

## Personaggi
- Jang, interpretato da Jo Hyun-jae e Kim Seok (da bambino)
È il quarto figlio di re Wideok, ma è stato cresciuto come una persona comune e l'unica cosa che possa provare la sua identità è un ciondolo lasciatogli dal padre. Ha una personalità allegra e brillante, e un forte senso della giustizia, che lo spinge ad agire sconsideratamente. Seonhwa lo soprannomina Seodong, termine usato per indicare i venditori di patate dolci, perché di questo Jang si occupava quando era bambino.
- Principessa Seonhwa di Silla, interpretata da Lee Bo-young e Sulli (da bambina)
Terza figlia di re Jinpyeong di Silla, è molto vivace e le piace giocare scherzi a Jang.
- Sataek Giru/Kim Do-ham, interpretato da Ryu Jin
Nato nella nobiltà di Silla, ha un contegno cauto e riservato, ma anche molto ambizioso. Ama Seonhwa sin dall'infanzia e il re ha accettato di dargliela in sposa in cambio del Baekje singi, il libro contenente tutte le innovazioni tecnologiche di Baekje.
- Buyeo Seon, interpretato da Kim Young-ho
Generale e nipote di re Wideok con ambizioni sul trono.
- Mok Ra-soo, interpretato da Lee Chang-hoon
Scienziato del Taehaksa.
- Mo-jin, interpretata da Jung Sun-kyung
Scienziata del Taehaksa, da tempo innamorata di Mok Ra-soo.
- Wideok di Baekje, interpretato da Jung Wook
27º re di Baekje, padre di Ajwa e Jang.
- Principe Ajwa, interpretato da Jung Jae-gon
Figlio maggiore di re Wideok.
- Principessa Wooyoung, interpretata da Heo Young-ran
Figlia di Buyeo Gye e sorellastra di Buyeo Seon, s'innamora di Jang.
- Hae Do-joo, interpretata da Han In-soo
Ministro, suocero di Buyeo Seon.
- Jin-ryeo, interpretato da Lee Byung-sik
Ministro, suocero del principe Ajwa.
- Wang Gu, interpretato da Maeng Sang-hoon
Guardia reale di re Wideok.
- Buyeo Gye, interpretato da Park Tae-ho
Ministro, fratello minore di re Wideok, padre di Buyeo Seon e Wooyoung.
- Ahtaek Geolchwi, interpretato da Na Jae-woong
Scienziato del Taehaksa.
- Baek Mu, interpretato da Son Joon-hyung
- Yeon Ga-mo, interpretata da Lee Il-hwa
Madre di Jang.
- Maek Do-soo, interpretato da Im Hyun-sik
Scienziato del Taehaksa, padre di Beom-ro e Beom-saeng, innamorato di Mo-jin.
- Beom-ro, interpretato da Baek Bong-ki
Figlio minore di Maek Do-soo e amico di Jang, è innamorato di Eun-jin.
- Beom-saeng, interpretato da Oh Seung-yeon
Figlio maggiore di Maek Do-soo e amico di Jang.
- Eun-jin, interpretata da Ku Hye-sun
Figlia di Mo-jin.
- Kook-soo, interpretata da Lee Sook
Scienziata del Taehaksa innamorata di Maek Do-soo.
- Woo-soo, interpretata da Lee Seung-ah
Scienziata del Taehaksa.
- Ko-mo, interpretato da Shin Gook
Scienziato del Taehaksa.
- Ah So-ji, interpretata da Song Young-yong
- Joo Ri-young, interpretata da Kim Yoo-jin
Scienziata del Taehaksa.
- Koyi Soji, interpretato da Byun Il-tae
- Jinpyeong di Silla, interpretato da Choi Dong-joon
Sovrano di Silla e padre di Seonhwa.
- Maya di Silla, interpretata da Kim Hwa-ran
Regina di Silla e madre di Seonhwa.
- Kim Sa-heum, interpretato da Na Sung-kyoon
Padre di Sataek Giru/Kim Do-ham.
- Principessa Cheonmyeong, interpretata da Lee Kyung-hwa
Sorella maggiore di Seonhwa.
- Wi Song, interpretato da Kim Jin-ho
Generale di Silla.
- Bo-myung, interpretata da Ahn Yeo-jin
Dama di corte di Seonhwa.
- Cho-gi, interpretata da Noh Yoon
Dama di corte di Seonhwa, innamorata di Beom-ro.
- Seo-chung, interpretato da Seo Beom-shik
Guardia reale di Seonhwa.
- Koo-san, interpretato da Sung Chang-hoon
Soldato di Silla al servizio di Sataek Giru.
- Heuk Chi-pyeong, interpretato da Lee Hee-do
Braccio destro di Buyeo Seon.
- Jang-doo, interpretato da Kim Se-min
- Yak-san, interpretato da Bang Kil-seung
- Moglie di Buyeo Seon, interpretata da Han Tae-yoon
- Yoo-rim, interpretata da Jin Tae-hyun

## Ascolti
| Episodio | Data di trasmissione | Dati TNMS           | Dati TNMS                  |
| Episodio | Data di trasmissione | A livello nazionale | Area metropolitana di Seul |
| -------- | -------------------- | ------------------- | -------------------------- |
| 1        | 5 settembre 2005     | 16,8%               | 18,2%                      |
| 2        | 6 settembre 2005     | 17,6%               | 19,0%                      |
| 3        | 12 settembre 2005    | 18,8%               | 21,6%                      |
| 4        | 13 settembre 2005    | 17,8%               | 20,1%                      |
| 5        | 20 settembre 2005    | 17,9%               | 19,8%                      |
| 6        | 26 settembre 2005    | 18,5%               | 19,8%                      |
| 7        | 27 settembre 2005    | 19,6%               | 21,6%                      |
| 8        | 3 ottobre 2005       | 18,6%               | 19,5%                      |
| 9        | 4 ottobre 2005       | 17,8%               | 18,6%                      |
| 10       | 10 ottobre 2005      | 19,6%               | 21,6%                      |
| 11       | 11 ottobre 2005      | 20,0%               | 21,6%                      |
| 12       | 17 ottobre 2005      | 16,7%               | 17,4%                      |
| 13       | 18 ottobre 2005      | 17,2%               | 18,1%                      |
| 14       | 24 ottobre 2005      | 16,9%               | 18,2%                      |
| 15       | 25 ottobre 2005      | 16,9%               | 17,7%                      |
| 16       | 31 ottobre 2005      | 15,2%               | 16,6%                      |
| 17       | 1 novembre 2005      | 16,4%               | 17,5%                      |
| 18       | 7 novembre 2005      | 16,8%               | 17,6%                      |
| 19       | 8 novembre 2005      | 13,7%               | 12,9%                      |
| 20       | 15 novembre 2005     | 16,4%               | 17,7%                      |
| 21       | 21 novembre 2005     | 15,6%               | 17,7%                      |
| 22       | 22 novembre 2005     | 14,6%               | 15,8%                      |
| 23       | 28 novembre 2005     | 16,5%               | 17,8%                      |
| 24       | 29 novembre 2005     | 16,9%               | 17,4%                      |
| 25       | 5 dicembre 2005      | 17,4%               | 19,3%                      |
| 26       | 6 dicembre 2005      | 17,1%               | 18,5%                      |
| 27       | 12 dicembre 2005     | 16,5%               | 17,8%                      |
| 28       | 13 dicembre 2005     | 16,8%               | 17,7%                      |
| 29       | 19 dicembre 2005     | 17,1%               | 18,2%                      |
| 30       | 20 dicembre 2005     | 18,1%               | 19,5%                      |
| 31       | 26 dicembre 2005     | 18,7%               | 19,8%                      |
| 32       | 27 dicembre 2005     | 19,3%               | 20,9%                      |
| 33       | 2 gennaio 2006       | 20,9%               | 22,4%                      |
| 34       | 3 gennaio 2006       | 23,1%               | 24,3%                      |
| 35       | 9 gennaio 2006       | 21,2%               | 22,2%                      |
| 36       | 10 gennaio 2006      | 23,8%               | 25,7%                      |
| 37       | 16 gennaio 2006      | 23,0%               | 24,0%                      |
| 38       | 17 gennaio 2006      | 22,9%               | 23,7%                      |
| 39       | 23 gennaio 2006      | 21,6%               | 22,0%                      |
| 40       | 24 gennaio 2006      | 24,1%               | 24,8%                      |
| 41       | 31 gennaio 2006      | 23,7%               | 24,6%                      |
| 42       | 6 febbraio 2006      | 22,2%               | 23,2%                      |
| 43       | 7 febbraio 2006      | 22,9%               | 24,2%                      |
| 44       | 13 febbraio 2006     | 21,3%               | 22,0%                      |
| 45       | 14 febbraio 2006     | 25,4%               | 26,6%                      |
| 46       | 20 febbraio 2006     | 23,3%               | 24,1%                      |
| 47       | 21 febbraio 2006     | 23,6%               | 24,3%                      |
| 48       | 27 febbraio 2006     | 22,9%               | 23,1%                      |
| 49       | 28 febbraio 2006     | 25,3%               | 26,5%                      |
| 50       | 6 marzo 2006         | 25,2%               | 25,9%                      |
| 51       | 7 marzo 2006         | 26,7%               | 27,2%                      |
| 52       | 13 marzo 2006        | 23,3%               | 24,5%                      |
| 53       | 14 marzo 2006        | 23,9%               | 25,1%                      |
| 54       | 20 marzo 2006        | 24,0%               | 25,5%                      |
| 55       | 21 marzo 2006        | 25,0%               | 26,0%                      |
| Media    | Media                | 19,8%               | 21,0%                      |

## Colonna sonora
La colonna sonora è composta da Im Jae-hyeon.
1. Hero 1
2. Seodong (Pleasure) (서동(락))
3. Flower Light (꽃빛) – Geum Seon-ae
4. Grief 1 (애상 I)
5. Grief 2 (애상 II)
6. Ryeon (련)
7. Yeonseo (연서)
8. Position (해밀) – Im Jae-uk
9. The Flower Hues
10. Seodong (Sorrow) (서동(애))
11. Ace of Sorrow
12. A Moon Person (월인 (月人))
13. Position (strumentale) (해밀)
14. Seodong (Anger) (서동(노))
15. Enjoying the Moon (완월)
16. Hero 2
17. Seodong (Joy) (서동(희)) – Kim Ji-hyeon

## Riconoscimenti
| Anno | Premio               | Categoria                | Ricevente    | Risultato       |
| ---- | -------------------- | ------------------------ | ------------ | --------------- |
| 2005 | SBS Drama Awards     | Premio nuova stella      | Lee Bo-young | Vincitore/trice |
| 2005 | SBS Drama Awards     | Migliori dieci stelle    | Jo Hyun-jae  | Vincitore/trice |
| 2006 | Baeksang Arts Awards | Attore più popolare (TV) | Jo Hyun-jae  | Vincitore/trice |

## Distribuzioni internazionali
| Paese      | Canale/i        | Prima TV                        | Titolo adottato                                                               |
| ---------- | --------------- | ------------------------------- | ----------------------------------------------------------------------------- |
| Taiwan     | Drama Videoland | 31 agosto-18 dicembre 2006      | 薯童謠 (La ballata di Seodong)                                                |
| Giappone   | KNTV            | ?-4 ottobre 2006                | 薯童謡 (La ballata di Seodong)                                                |
| Thailandia | Channel 3       | 16 dicembre 2006-21 aprile 2007 | ซอดองโย สายใยรักสองแผ่นดิน (La ballata di Seodong - Un amore che lega due terre) |
| Hong Kong  | TVB             | 2 maggio-17 giugno 2007         | 薯童謠 (La ballata di Seodong)                                                |